# Jean-Claude Haelewyck
Jean-Claude Haelewyck, né en 1952, est professeur émérite, sémitiste, chercheur dans les domaines des versions latines anciennes de la Bible et des études syriaques au Centre d'Études Orientales de l'Institut Orientaliste de Louvain, université catholique de Louvain et directeur du Fonds de la recherche scientifique (FNRS).

## Biographie
Haelewyck a étudié à l'Université catholique de Louvain, où il a obtenu un doctorat en théologie, une maîtrise en philologie biblique et une maîtrise en philologie et histoire orientales. Il a terminé son doctorat en 1984 ; sa thèse était : Le texte dit lucianique du livre d'Esther. Sa place parmi les diverses formes et sa logique propre,.
Jean-Claude Haelewyck est professeur retraité de l'Université de Louvain et Directeur de Recherches au FNRS (Fonds National de la Recherche Scientifique). Il est également professeur à l'Université catholique de Louvain-la-Neuve, président de l'Académie belge pour l'étude des langues orientales anciennes (ABELAO) et éditeur de la revue en ligne Babelao.

## Publications
- 2001 : Sancti Gregorii Nazianzeni Opera. Versio syriaca, I : Oratio 40 (Corpus Christianorum. Corpus Nazianzenum, 14), Turnhout, 221 p.
- 2005 : Sancti Gregorii Nazianzeni Opera. Versio syriaca, III : Orationes 27, 38-39 (Corpus Christianorum. Corpus Nazianzenum, 18), Turnhout, 193 p.
- 2006 : Grammaire comparée des langues sémitiques. Éléments de phonétique, de morphologie et de syntaxe (Langues et cultures anciennes, 7), Bruxelles, 191 p.
- 2007 : (Sancti Gregorii Nazianzeni Opera. Versio syriaca, IV : Orationes 28-31 (Corpus Christianorum. Corpus Nazianzenum, 23), Turnhout, 407 p.
- 2008 : Esther (Vetus Latina. Die Reste der altlateinischen Bibel, 7/3), Freibourg/Breisgau, 440 p.
- 2011 : Sancti Gregorii Nazianzeni Opera. Versio syriaca, V : Orationes 1-3 (Corpus Christianorum. Corpus Nazianzenum, 25), Turnhout, 216 p.
- 2016 : (dir.), Histoire de Zosime sur la Vie des Bienhgeureux Réchabites. Les versions orientales et leurs manuscrits (CSCO 664. Subsidia 135), Louvain (sous presse).
- 2018 : Evangelium secundum Marcum (Vetus Latina. Die Reste der altlateinischen Bibel, 17), Freiburg/Breisgau, 2018, 843 p.